# NGC 457
NGC 457 је расејано звездано јато у сазвежђу Касиопеја које се налази на NGC листи објеката дубоког неба.
Деклинација објекта је + 58° 17' 42" а ректасцензија 1h 19m 33,0s. Привидна величина (магнитуда) објекта NGC 457 износи 6,4. NGC 457 је још познат и под ознакама OCL 321.